# San José de Taytay
San José
es un barrio rural   del municipio filipino de primera categoría de Taytay perteneciente a la provincia  de Paragua en Mimaro,  Región IV-B.
En 2007 San José contaba con 1.674 residentes.

## Geografía
El municipio de Taytay se encuentra situado en la isla de Paragua, al norte de la misma.
Su término limita al norte con el municipio de El Nido, barrios de Bebeladán, Bagong-Bayán y Otón, oficialmente Mabini; al  suroeste con el municipio de San Vicente, al sur con el de Roxas; y al sureste con el de Dumaran. En la parte insular se encuentra la bahía de Malampaya y varias isla adyacentes se encuentran tanto en la costa este, mar de Joló como en la  oeste, Mar del Oeste de Filipinas.
Situado al noroeste del municipio, cierra a poniente a modo de península la bahía de Malampaya.
En la costa norte se encuentra la Bahía de Bolalo frente a la cual se sitúa la isla-barrio  adyacente de Tulurán.
Al sur linda con los barrios continetales de Banbanán y de Minapla, este último en la costa del Mar del Oeste de Filipinas.
Al este linda con la mencionada bahía de Malampaya, donde se encuentra el sitio de San José, la Bahía de Turung y las islas de Inebian y de Malamuno. La bahía de Alligator es el límite con el barrio de Banbanán.
Linda al oeste con el mencionado mar, al que se abren las bahías de Inlulutoc, al norte y de Tanghilahán, al sur.

### Demografía
El barrio  de San José contaba  en mayo de 2010 con una población de 1.829 habitantes.

## Historia
Taytay formaba parte de la provincia española de  Calamianes, una de las 35 del archipiélago Filipino, en la parte llamada de Visayas. Pertenecía a la audiencia territorial  y Capitanía General de Filipinas, y en lo espiritual a la diócesis de Cebú.